# Gezer (kibuc)
Gezer (hebr. גזר) – kibuc położony w Samorządzie Regionu Gezer, w Dystrykcie Centralnym, w Izraelu. Członek Ruchu Kibuców (Ha-Tenu’a ha-Kibbucit).

## Położenie
Kibuc jest położony na północnym skraju równiny Szefela, u wlotu do doliny Ajalon.
W jego otoczeniu znajdują się moszawy Azarja, Bet Uzzi’el, Kefar Szemu’el i Miszmar Ajjalon, oraz wioski Bet Chaszmonaj i Karme Josef z Samorządu Regionu Gezer.

## Demografia
Liczba mieszkańców Gezer:

## Historia

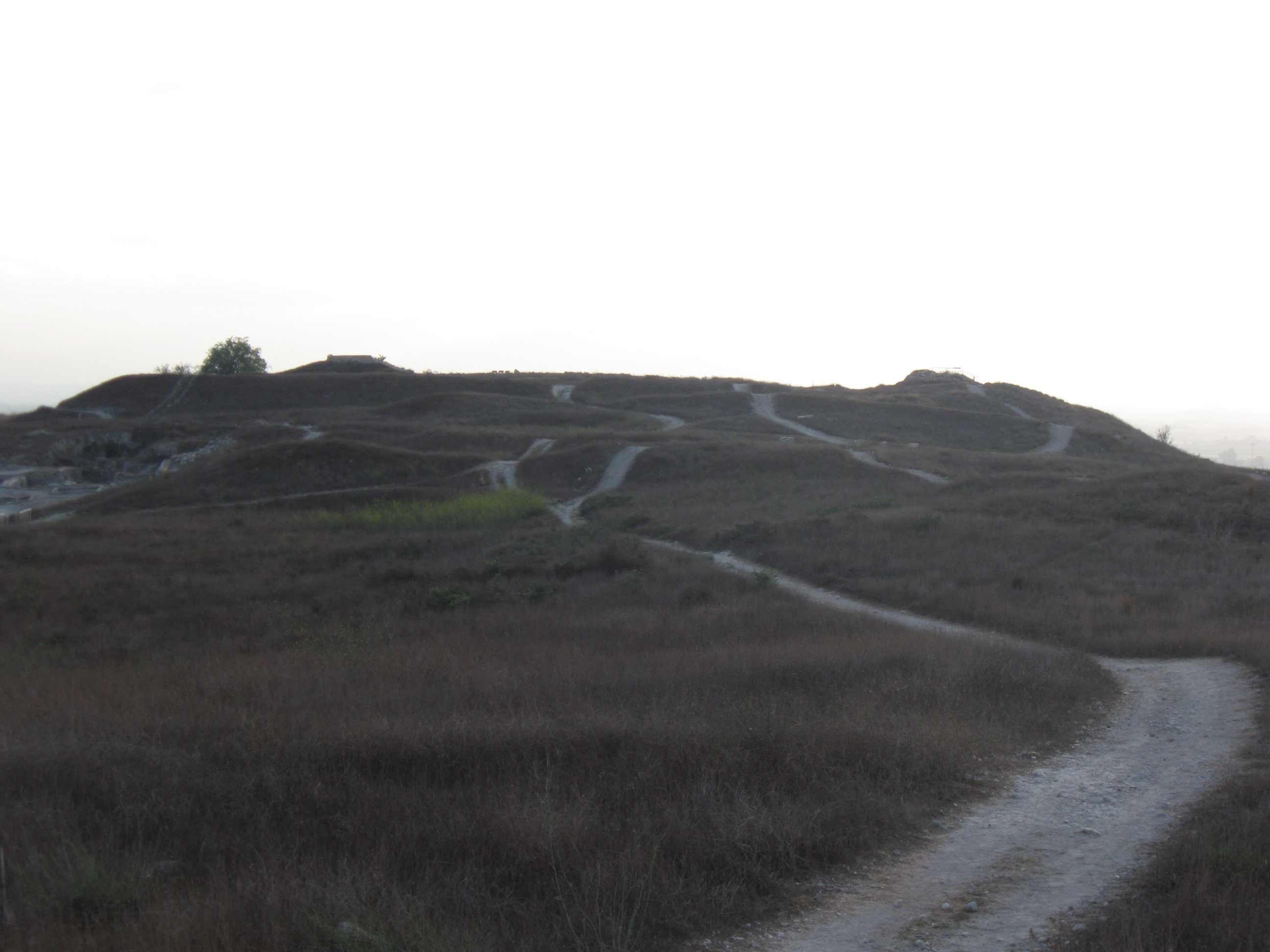
Wzgórze Tel Gezer z ruinami starożytnego miasta Gezer

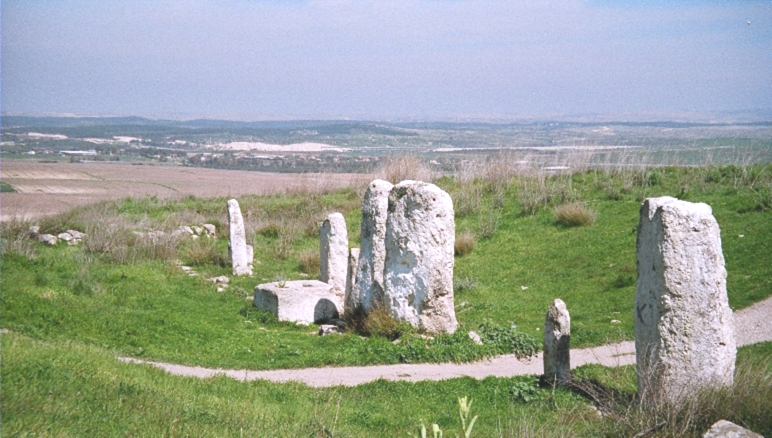
Ruiny starożytnego miasta Gezer

Kibuc został założony w 1945 przez żydowskich imigrantów z Europy i został początkowo nazwany Tel Gezer, od nazwy sąsiedniego wzgórza na którym wznoszą się ruiny starożytnego miasta kananejskiego Gezer.
Kibuc leżał w pobliżu strategicznej drogi prowadzącej z nadmorskiej równiny Szaron do Jerozolimy. Podczas wojny domowej w Mandacie Palestyny pod koniec 1947 siły arabskich milicji rozpoczęły ataki na żydowskie konwoje do Jerozolimy. Położenie kibucu Gezer było szczególnie trudne, ponieważ w jego sąsiedztwie były duże skupiska arabskie w miastach Lod i Ramla. Przeciwdziałając tym atakom, żydowska organizacja paramilitarna Hagana przeprowadziła szereg operacji militarnych, w wyniku których zmuszono większość ludności arabskiej do opuszczenia swoich domów. Podczas wojny o niepodległość na wschód od kibucu, w rejonie doliny Ajalon i wzgórza Latrun rozlokowane były pozycje jordańskiego Legionu Arabskiego. Izraelska armia przeprowadziła w dniach 8-9 czerwca operację Joram, której celem było odblokowanie tzw. „korka Latrun” i przywrócenie komunikacji z Jerozolimą. Początkowe natarcie, które miało za zadanie zmylić jordańskie dowództwo, zostało wówczas wyprowadzone z rejonu kibucu Gezer. W odwecie, jordańscy żołnierze zaatakowali 10 czerwca kibuc. Doszło wówczas do bitwy o Gezer, podczas której kibuc upadł i został doszczętnie zniszczony. Wieczorem osadę odbiły siły żydowskiego Palmach.
Po wojnie kibuc został odbudowany. Na wschód od niego przebiegała strefa zdemilitaryzowana oraz granica z Transjordanią. Z powodu swojego położenia istnienie kibucu było niezwykle ważne dla obronności państwa Izrael, jednak rozpadł się on w 1964 z różnych wewnętrznych powodów społecznych. Ponowne założenie kibucu nastąpiło w 1974 za sprawą grupy imigrantów z Ameryki Północnej.

## Kultura i sport
W kibucu jest ośrodek kultury i sportu, przy którym jest basen kąpielowy, boisko do koszykówki oraz jedyne w Izraelu boisko do baseballa (otworzone w 1987). Trenują tutaj drużyny Modi’in Miracle i Bet Szemesz Blue Sox grające w lidze Israel Baseball League.

## Edukacja
Kibuc utrzymuje przedszkole oraz szkołę podstawową.

## Turystyka
Lokalną atrakcją turystyczną są ruiny starożytnego miasta Gezer.

## Gospodarka
Gospodarka kibucu opiera się na intensywnym rolnictwie, uprawy oliwek i hodowla bydła mlecznego.
Dodatkowo w kibucu działa firma Varda Livney, produkująca kartki pocztowe, notesy, plakaty i książki dla dzieci. Jest tu także firma Meble Philly, produkująca meble dla dzieci oraz niewielka firma chemiczna NCI-Netsah Chemical Industry.

## Infrastruktura
W kibucu znajduje się sklep wielobranżowy oraz ośrodek zdrowia.

## Komunikacja
Droga wyjazdowa z kibucu prowadzi w kierunku północno-wschodnim do drogi nr 424 , którą jadąc na zachód można dojechać do sąsiednich osiedli, po minięciu których dojeżdża się do węzła drogowego z drogą ekspresową nr 44  (Holon–Eszta’ol). Natomiast jadąc drogą nr 424 na południowy wschód można dojechać do Parku Mini Izrael w Latrun i drogi ekspresowej nr 3  (Aszkelon–Modi’in-Makkabbim-Re’ut).